# Дубова, Виктория Олеговна
Виктория Олеговна Дубова (родилась 5 июля 1999 года в Ростове-на-Дону) — российская футболистка, полузащитница команды «Рязань-ВДВ». Выступала за сборную России.

## Карьера
Футболом начала заниматься в 11 лет в школе «Чертаново», первый тренер — Алим Табынбаев. Профессиональную карьеру начала в клубе «Чертаново» (Москва) в 2016 году. Дебютировала в чемпионате России 29 апреля 2016 года в 1-м туре в матче против ЦСКА (1:1), заменив Ксению Лазареву на 87 минуте матча. 7 августа 2016 года в матче 1/8 Кубка России против клуба «Академия футбола» (Тамбов) впервые вышла в стартовом составе своего клуба.
В январе 2023 года перешла в «Рязань-ВДВ».
Выступала за юниорскую и молодёжную сборную России. Бронзовый призёр Универсиады 2019 года в составе студенческой сборной России, на турнире сыграла 2 матча и забила один гол (в полуфинальном матче со сборной Японии).
В национальной сборной России дебютировала 19 января 2018 года в товарищеском матче против Словакии.

## Достижения
- Серебряный призёр чемпионата России: 2018
- Финалистка Кубка России: 2017
- Бронзовый призёр первого дивизиона России: 2016 год («Чертаново-2»).